# Михаїл (Голубович)
Архієпископ Михаїл (Михаїл Олексійович Голубович; 8 (20) листопада 1803, Високе Гродненська губернія, Білорусь — 6 (18) березня 1881) — білоруський релігійний діяч. Греко-католицький священник, який перейшов на синодальне московське православ'я. Інспектор та професор Литовської греко-католицької духовної семінарії в Жировичах.
Архієпископ Мінський РПЦ. Одна із ключових персон у справі ліквідації Білоруської Греко-Католицької Церкви (1839).

## Життєпис
1816 — 1832 — навчався у Слуцькій гімназії, продовжив навчання у Головній духовній семінарії при Віленському університеті. Коли закінчив у 1828 році, то отримав ступінь магістра богослов'я.
14 вересня 1828 — рукопокладений у греко-католицького священника.
27 листопада 1828 — призначений інспектором та професором Литовської греко-католицької духовної семінарії в Жировичах.
10 лютого 1829 — доктор богослов'я канонічного права, дисертацію захистив у Віленському Імператорському університеті, будучи греко-католицьким священником.
Залишаючись викладачем догматичного богослов'я та церковної історії в семінарії, був призначений членом Литовської греко-католицької консисторії, з 7 вересня 1833 року її віце-головою. Тоді ж зведений в сан протоієрея. Вже у ті роки він бере активну участь у підготовці ліквідації греко-католицької церкви, багато їздив по приходах.
12 лютого 1839 року в тиждень «торжества православ'я» у Полоцьку відбувся собор трьох греко-католицьких єпископів Біларусі — Іосифа (Семашка), Василія (Лужинського) та Антонія (Зубка) — та ще 21 інших духовних персон. Собор прийняв акт із двох пунктів. У першому оголошувалося про «єдність Православної церкви» та прохання про підпорядкування Греко-католицької церкви Святому синоду Відомства сповідань Російської імперії, у другому соборяни прохали імператора Миколу І посприяти адміністративній ліквідації парафій, які зберегли вірність греко-католицькій церкві. До цього псевдо-соборного акту були прикладені зобов'язання 1305 священників та ченців, після прийняття акту їх кількість догнали до 1607.
27 червня 1839 — пострижений в ченці, 29 червня зведений в сан архімандрита Битенського Петро-Павлівського монастиря.
8 вересня 1839 — хіротонія в єпископа Пінського, вікарія Мінської єпархії Церкви Російської імперії.
28 січня 1840 — переведений єпископом Брестським, вікарієм Литовської єпархії Церкви Російської імперії.
1 березня 1848 — єпископ Мінський та Бобруйський.
19 квітня 1853 — зведений в сан архієпископа.
23 січня 1868 — звільнений на покій за власним бажанням із перебуванням у Жировицькому монастирі.
Помер 6 березня 1881 року в Жировичах.